# عصام حلاق
عصام حلاق: هو عسكري سوري، وقائد القوات الجوية السورية منذ عام 2010. وقد شغل قبل ذلك منصب قائد سرية الشرطة العسكرية بدمشق. في عام 2012، ورد اسمه ضمن العقوبات التي فرضها الاتحاد الأوروبي على 26 قائدًا أمنيًا، وعسكريًا في سوريا.